# Grobowiec tracki w Pomorie
Grobowiec tracki w Pomorie – starożytny grobowiec tracki datowany na II-III w. n.e., położony we współczesnej bułgarskiej miejscowości Pomorie (star. Anchialos). 
Grobowiec jest uważany za heroon, czyli mauzoleum, lokalnej arystokratycznej rodziny trackiej. Obiekt jest datowany na II - III w. n.e. (w zależności od źródeł, także na II - IV w. n.e.). 
Przykryty kurhanem grobowiec składa się z dromosu o długości 22 metrów, który prowadzi do kolistej komory o średnicy 11,6 metra i wysokości 5,5 metra. Komora ta jest zwieńczona półkolistym sklepieniem. Pośrodku komory znajduje się pusta w środku kolumna o średnicy 3,30 metra. W przeszłości, wewnątrz tej kolumny znajdowały się spiralne schody. 
W ścianach grobowca znajduje się 5 nisz, które przeznaczone były na urny z prochami. 
W przeszłości ściany pokryte były malunkami. 